# Microsaccus affinis
Microsaccus affinis är en orkidéart som beskrevs av Johannes Jacobus Smith. Microsaccus affinis ingår i släktet Microsaccus och familjen orkidéer.
Artens utbredningsområde är Java. Inga underarter finns listade i Catalogue of Life.